# Johann Joseph Müller (Politiker)

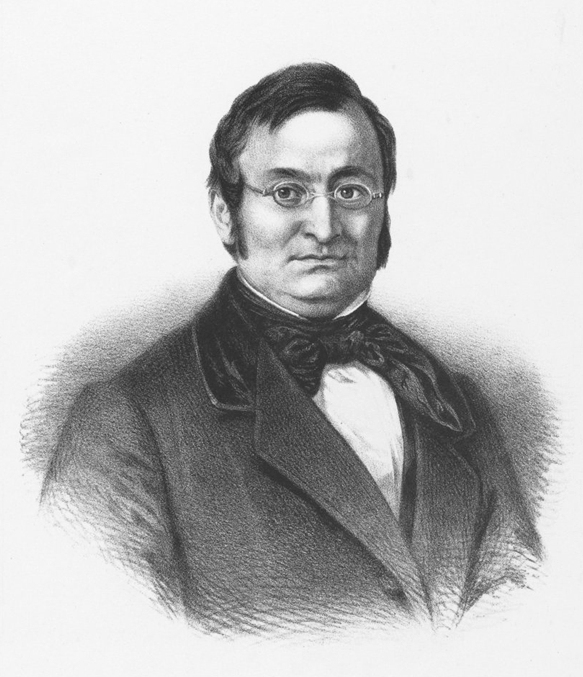
Johann Joseph Müller, ca. 1870

Johann Joseph Müller (* 19. März 1815 in Mosnang; † 11. November 1861 in St. Gallen) war ein Schweizer Politiker, Herausgeber und Journalist. Von 1856 bis 1860 gehörte er dem Nationalrat an.

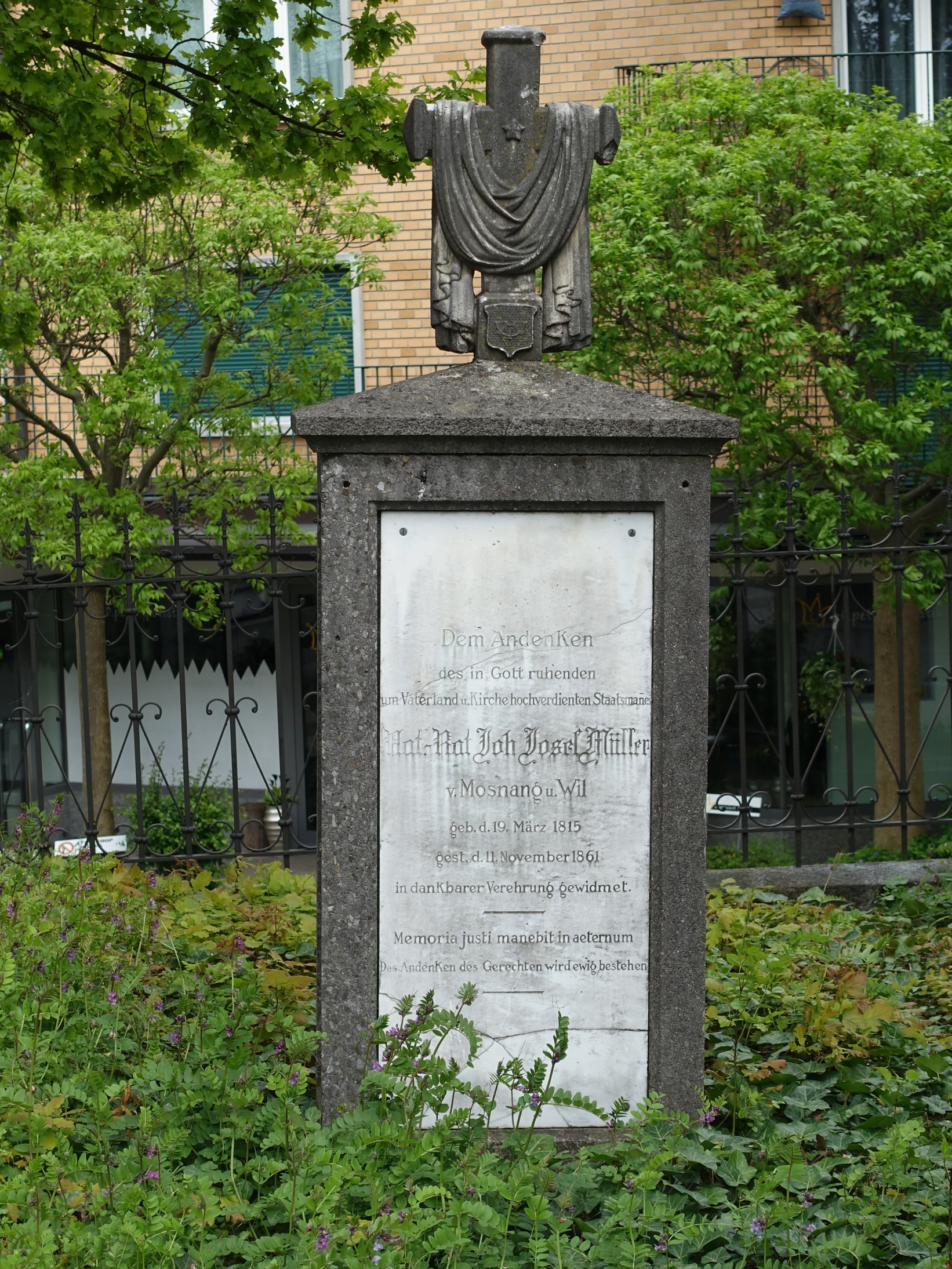
Grabstein bei der Kirche St. Peter in Wil

## Biografie
Der Sohn eines Gastwirts und Buntwebereibesitzers besuchte ab 1826 das katholische Gymnasium in St. Gallen, ab 1831 das Lyzeum in Luzern. Müller studierte von 1833 bis 1837 Recht an den Universitäten München und Heidelberg sowie an den Akademien Genf und Lausanne. Ab 1837 war er in Wil als Rechtsanwalt tätig. 1839 heiratete er Theresia Troxler, die Nichte von Ignaz Paul Vitalis Troxler. Nachdem er drei Jahre lang Mitarbeiter in der Buntweberei seines Vaters gewesen war, eröffnete er 1847 eine Anwaltskanzlei in St. Gallen.
1839 wurde Müller in den Grossen Rat des Kantons St. Gallen gewählt, den er sechsmal präsidierte. Er vertrat zunächst liberale Ansichten und befürwortete beispielsweise die Aufhebung des Klosters Pfäfers. Aufgrund der zunehmend radikaleren Kirchenpolitik, insbesondere die Eskalation des Aargauer Klosterstreits erregte seinen Unmut, trat er 1841 zu den Katholisch-Konservativen über. In der Folge gehörte er neben Gallus Jakob Baumgartner zu den führenden Persönlichkeiten dieser Gruppe. In den Jahren 1844 und 1845 war Müller Gesandter an die Tagsatzung, von 1855 bis 1859 katholischer Administrationsrat sowie von 1855 bis 1857 katholischer Erziehungsrat. An der 1860 von den Konservativen initiierten Revision der Kantonsverfassung hatte Müller massgeblichen Anteil. Sie scheiterte zwar knapp in der Volksabstimmung, doch die Verfassung von 1861 enthielt einige von ihm in die Wege geleitete Kompromisse in der Kirchen- und Schulpolitik.
Müller veröffentlichte 1838 den Gedichtband Jugendklänge, in den Jahren 1844/45 war er Redaktor und Herausgeber der in Wil erscheinenden St. Gallischen Volkszeitung. Ebenfalls 1845 regte er den Bau einer Eisenbahnlinie von Wil über St. Gallen nach Rorschach an. Im Neuen Tagblatt der östlichen Schweiz, das er 1856 mitgründete, vertrat er eine ausgleichende Haltung zwischen Konservativen und Liberalen. Darüber hinaus schrieb er zahlreiche Artikel zu tagespolitischen Themen. Nach drei erfolglosen Kandidaturen (1848, 1851 und 1854) siegte er im Juni 1856 bei einer Nachwahl im Wahlkreis St. Gallen-Nordwest und zog als erster Katholisch-Konservativer aus St. Gallen in den Nationalrat ein. 1860 wurde er nicht wiedergewählt, ein Jahr später verstarb er an einer Herzkrankheit.
Seine drei Brüder erlangten ebenfalls Bekanntheit: Johann Fridolin Müller als Nationalrat, Johann Georg Müller als Architekt und Johann Baptist Müller ein Textilindustrieller.